# Страхування туристів
Страхування туристів — це система відносин між страховою компанією і туристом по захисту його життя і здоров'я та майнових інтересів при настанні страхових випадків.
Одним із основних видів страхування в туризмі є медичне страхування, яке, в основному, покриває всі витрати на медичні послуги, послуги стаціонарного лікування, перевезення машиною швидкої допомоги, придбання ліків, догляд за хворим, а у випадку смерті за кордоном — транспортування тіла на батьківщину.
Не менш важливим є страхування від нещасних випадків. Страховим випадком визнаються: смерть застрахованого, яка настала в результаті нещасного випадку, що відбувся із застрахованим під час дії договору страхування; інвалідність, одержана в результаті нещасного випадку; часткова втрата працездатності в результаті нещасного випадку, який мав місце під час дії договору страхування.
Стаття 16 Закону України «Про туризм» передбачає, що «Страхування туристів (медичне та від нещасного випадку) обов'язкове і здійснюється суб'єктами туристичної діяльності на основі угод зі страховими компаніями, які мають право на здійснення такої діяльності».
Суб'єкт туристської діяльності повинен забезпечувати страхування (медичне та від нещасного випадку) туристів, яким надаються туристичні послуги. Страхування туристів може здійснюватися шляхом складання договору страхування безпосередньо між туристом та страховою організацією або за участю суб'єкта туристичної діяльності, що забезпечує страхування туристів на основі відповідної угоди зі страховою організацією. Угода має бути складено зі страховою організацією, що має відповідні ліцензії на право здійснення діяльності, пов'язаної з організацією медичного страхування та страхування від нещасного випадку.

## Документи
До відповідної угоди між страховою організацією і суб'єктом туристської діяльності додаються копії таких документів:
- Правила медичного страхування та страхування від нещасного випадку;
- Страхові тарифи (завірені печаткою та підписом керівника страхової організації);
- Договір страхування туриста (страховий поліс);
- Роз'яснення про порядок складання та заповнення страхового полісу;
- Форми звітності суб'єкта туристської діяльності перед страховою організацією;
- Ліцензія на право здійснення страхової організацією діяльності з медичного страхування та страхування від нещасних випадків.

Суб'єкт туристської діяльності повинен вести облік виданих туристам страхових полісів. При складанні туристом договору страхування самостійно, безпосередньо зі страховою організацією, суб'єкт туристської діяльності, організуючий туристичну поїздку, повинен перевірити наявність страхового полісу туриста та додати його копію до договору, який укладається між туристом і суб'єктом туристичної діяльності.
Страхуванню повинні підлягати як туристи, так і особи, що їх супроводжують. Компенсація шкоди, заподіяної життю або здоров'ю туриста або його майну проводиться в порядку, передбаченому чинним законодавством України.